# خطاف الذباب السلطاني
خطّاف الذباب السُلطاني أو السُلطانيات (الاسم العلمي: Monarchidae)، فصيلة طيور من رتبة الجواثم، وتضم الفصيلة أكثر من 100 طائر، تشمل صرديات مِنْسريّة وخطاف الذباب الفردوسي والقبريات العقعقية.
تقطن الاحراج أو الغابات الحرشفية عبر أفريقيا جنوب الصحراء الكبرى وجنوب شرق آسيا وأستراليا وعدد من جزر المحيط الهادئ. وهُناك عدد قليل فقط من الأنواع مُهاجرة. العديد من الأنواع تبني أعشاشها على شكل أكواب مع الأشنة.